# Gattberg
Der Gattberg ist eine 127 m hohe flache, waldbedeckte Erhebung als Teils des Osnabrücker Berglandes im Belmer Ortsteil Vehrte, die mit ihrem Reichtum an eiszeitlichen Findlingen im Osnabrücker Land einmalig ist. Ein 13 ha großes Areal ist als Naturschutzgebiet „Steinernes Meer“ ausgewiesen. Hier finden sich riesige, bis zu 3,80 m hohe Findlinge. Der größte ist der „Butterstein“, ein würfelförmiger Findling mit etwa 3,40 m Kantenlänge, der aber nur ca. 1,40 m aus dem Boden ragt.
Ein rötlich-grauer, dachförmiger Granitfindling von 1,65 m Länge, 1,20 m Breite und 0,75 m Höhe liegt inmitten des dortigen Hügelgräberfeldes. Auf der Schräge im Süden findet sich eine schälchenförmige Eintiefung mit einer Tiefe von 1,5 cm und einem Durchmesser von 5 cm, im Nordwesten weist der Stein eine fußsohlenartige Einmeißelung von etwa 7–10 cm Breite und 23 cm Länge auf. Bei der archäologischen Untersuchung wurde festgestellt, dass der Stein von einem künstlich angelegten Pflaster aus etwa faustgroßen Geröllsteinen umgeben ist. Die Funktion solcher und ähnlicher Steine dürfte, nach den Bearbeitungsspuren sowie ihrer Lage, Stellung und Größe zu urteilen, im Bereich des Kultischen zu suchen sein. Die genaue zeitliche Einordnung ist in der Regel unmöglich, ein jungsteinzeitliches oder bronzezeitliches Alter ist aber zu vermuten.